# 新古典现实主义
新古典现实主义（英语：Neoclassical Realism，简称NCR）是一种现实主义的國際關係理論和外交政策分析路径。它发展于冷战结束后的1990年代，在建构主义的挑战下，现实主义学者们试图另辟新径，它约于1995年以后开始有较大影响力，而这一名词最早由美国政治学者吉迪恩·罗斯在1998年刊载于《世界政治》的一篇题为《新古典主义现实主义和外交政策理论》（Neoclassical Realism and Theories of Foreign Policy）的书评文献综述中创造，意指结合了以漢斯·摩根索代表的、注重领导人认知与国内政治因素的“古典现实主义”和以肯尼思·沃爾茲为代表的“新現實主義”（特别是“防御性现实主义”）的结构理论——意味着新古典现实主义将考察个人、国内因素、国际体系三个层次。然而，由于引入的国内变量过于繁杂以及核心理论的缺失，新古典现实主义尚未形成一个独立的研究纲领，其理论化程度仍然有待加强。 宁波诺丁汉大学的尼古拉斯·罗斯·史密斯认为，新古典现实主义主要因其“明显的本体论和认识论不一致”而受到批评。 新古典现实主义扩展了现实主义的研究空间，但缺乏核心理论基础，需继续发展和完善。
新古典主现实主义认为，国际体系中的国家行为可以通过三种变量解释：(1)系统变量（systemic variables），如国家之间的权力能力分布；(2)认知变量 (cognitive variables) ，如对系统性压力、其他国家意图或威胁的感知和误解；以及(3)影响外交政策决策者权力和行动自由的国内变量 (domestic variables)，如国家机构、精英和社会行为者。

## 概况
在坚持国家利益与權力平衡的现实主义概念的同时，新古典现实主义进一步补充说，国家不信任和无法准确地感知对方，或国家领导人无法动员国家权力和公众支持，可能导致国际体系内的失衡、大国的兴衰和战争。权力平衡有四种变化：
- 当国家正确感知另一个国家的意图，并相应地保持平衡时，就会发生适当平衡。

- 当国家错误地认为另一个国家具有威胁性，并且使用的资源超过它所需的资源来平衡时，就会发生不适当平衡或过度平衡。这会导致不平衡。

- 当一个国家因效率低下或错误地认为另一个国家的威胁比实际情况小而无法平衡时，就会发生平衡不足。这会导致不平衡。

- 当一个国家避免通过卸责 （buck passing）、扈从（Bandwagoning） 或其他回避来平衡时，就会发生不平衡。一个国家可能会出于多种原因选择这样做，包括无法平衡。

## 背景
现实主义的核心概念认为，国际政治本质上是权力政治（Power politics），国家在国际体系中追求利益。权力与利益是现实主义各个理论分支共有的核心概念，尽管权力包含多种因素，但是物质权力居于首要地位。并且，较之绝对收益，相对收益更加重要。对以上观点，新古典现实主义基本赞同，它坚持国家权力在外交政策的制定和执行中的重要作用。
1999年，杰弗里·莱格罗(Jeffery Legro)和安德鲁·莫劳夫奇克(Andrew Moravcsik)在《还有人是现实主义者吗？》（Is Anybody Still a Realist?）这篇文章中考察了1990年代涌现出来的一批现实主义学者的著述，并认为现实主义正在逐渐把新自由主义和建构主义的核心概念纳入自己的研究范畴之中，由此破坏了现实主义的理论内核，背离了现实主义理论范式。基于这种判断，他们声称“如今已经没有多少人是现实主义者了”。

## 运用
新古典现实主义被用来解释一些令人费解的外交政策案例，例如日韩关系的波动、法西斯意大利的外交政策、斯洛博丹·米洛舍维奇在1999年科索沃危机期间的决策、冰岛和英国之间鳕鱼战争的发生，以及伊朗在美国入侵阿富汗和伊拉克后的外交政策选择。

## 代表人物
- 吉迪恩·罗斯
- 法里德·扎卡利亚
- 罗伯特·杰维斯
- 兰德尔·施韦勒
- 诺林·里普斯曼
- 阎学通 （道义现实主义）